# スートラ〜教典
『スートラ〜教典』（原題：Sutras）は、イギリスのシンガーソングライター、ドノヴァンが1996年に発表したスタジオ・アルバム。新曲によるアルバムとしては12年振りの作品に当たる。

## 背景
ドノヴァンはリック・ルービンの主宰するレーベル、アメリカン・レコーディングスとの契約を得て、ルービンのプロデュースにより2年以上かけて本作を完成させた。ドノヴァンは1996年当時、「僕はリック・ルービンが同志だってことが分かったよ。彼の家を訪ねて書斎を見た時、僕が前の月に入手したばかりのニューエイジ系の本を、彼も読んでいたんだからね」と語っている。
本作のレコーディングには、ダニー・トンプソン（元ペンタングル）、スティーヴ・フェローン、ベンモント・テンチ（トム・ペティ&ザ・ハートブレイカーズ）に加えて、デイヴ・ナヴァロ（ジェーンズ・アディクション〜レッド・ホット・チリ・ペッパーズ）や、アメリカン・レコーディングス所属のジョニー・ポロンスキーを含む若手ミュージシャンも参加した。「黄金郷 (Eldorado)」は、エドガー・アラン・ポーの同名の詩を引用した曲で、ナイジェル・ケネディがアレンジ及びヴァイオリン演奏で参加している。

## 反響・評価
セールス的には大きな成功に結びつかず、全英アルバムチャート入りもBillboard 200入りも逃す結果となった。
Stephen Thomas Erlewineはオールミュージックにおいて5点満点中3点を付け「彼の有名曲に見られたカラフルなサイケデリック・ポップ色を捨て去った代わりに、初期のレコードのアコースティック・フォーク色を押し出しており、ドノヴァンのソングライティングには少々ムラがあるとはいえ、温かみのあるパフォーマンスは、特に長年のファンにとって魅力的かつ歓迎に値するだろう」と評している。

## 収録曲
特記なき楽曲はドノヴァン作。アメリカ盤CDは14曲入りだが、日本盤CD(FHCA-1001)には「ガーデン」が追加された。

なお、日本盤の日本語対訳歌詞、及び対訳タイトルは「王様」が担当しており、訳者のイメージ通りに「対訳歌詞でそのままメロディーに乗せて歌える」仕様になっている。
1. 曲げないで - "Please Don't Bend " – 4:12
2. 何もいらない - "Give It All Up " – 3:09
3. 眠り - "Sleep " – 2:47
  - Fiona Macleodの"Blessing for the Soul's Release"からの引用を含む[1]。
4. 永遠に続く海 - "Everlasting Sea" – 3:32
5. 気高いあなたの愛 - "High Your Love" – 2:30
  - 曲はサイババ・コミュニティのスピリチュアル・メロディにインスパイアされた[1]。
6. 澄んだ額の御方 - "The Clear-Browed One" – 3:18
7. 道 - "The Way" – 2:14
  - 老子の著書『老子道徳経』（訳：Gia-fu Feng, Jane English）からの引用を含む[1]。
8. 深い平和 - "Deep Peace" – 3:10
  - 歌詞はスコットランド・ゲール語の伝統的な祈祷（訳：Caitlin Matthews）を元にしている[1]。
9. 涅槃 - "Nirvana" – 3:31
  - ティク・ナット・ハンの著書『The Miracle of Mindfulness: A Manual on Meditation』（Beacon Press発行）からの引用を含む[1]。
10. 黄金郷 - "Eldorado" – 3:06
  - エドガー・アラン・ポーの詩にドノヴァンが曲をつけた[1]。
11. 我がものに - "Be Mine" – 3:27
  - 『The Love Songs of Sappho』（訳：Paul Roche）からの引用を含む[1]。
12. 明かりの貴婦人 - "Lady of the Lamp" – 4:09
13. 永遠の今 - "The Evernow" – 4:08
14. 私は宇宙 - "Universe Am I" – 4:44
15. ガーデン - "The Garden" – 2:51

## 参加ミュージシャン
- ドノヴァン - ボーカル、アコースティック・ギター、ハーモニカ、ハーモニウム
- ベンモント・テンチ - キーボード(on #2, #3, #8, #11, #12)
- デイヴ・ナヴァロ - メロトロン(on #4, #14)、バッキング・ボーカル(on #4, #7, #9)、エレクトリックピアノ(on #5)、エレクトリック・シタール(on #7)、ピアノ(on #9, #14)、キーボード(on #13)、チェンバレン(on #14)
- ダニー・トンプソン - アコースティック・ベース(on #1, #2, #6, #13, #14, #15)
- ジョシュ・ヘイデン - ベース(on #3, #9, #11)
- ジョニー・ポロンスキー - ベース(on #7)
- エヴァン・ハーツェル - ドラムス(on #3)
- スティーヴ・フェローン - パーカッション(on #5, #13)、ドラムス(on #7, #9, #11, #13, #14)
- ジュリエット・プレイター - パーカッション(on #5, #7, #9, #13, #14)
- D・サーディ - ベル(on #5)
- ナイジェル・ケネディ - ヴァイオリン(on #10)
- Michael Severens - チェロ(on #3, #7, #13)
- Gerri Sutyak - チェロ(on #4, #14)
- Pavinder Singh - タブラ(on #5)